# Марьино (Рузский городской округ)
Марьино — деревня в Рузском районе Московской области России, входит в состав сельского поселения Дороховское. Население 23 человека на 2006 год, в деревне числится 1 садовое товарищество. До 2006 года Марьино входило в состав Старониколаевского сельского округа.
Деревня расположена в южной части района, в 12 километрах к юго-востоку от Рузы, на безымянном притоке реки Елица, высота центра над уровнем моря 170 м.